# جي. كاليفورنيا كوبر
جي. كاليفورنيا كوبر (بالإنجليزية: J. California Cooper)‏ (10 نوفمبر 1931، بيركيلي في الولايات المتحدة - 20 سبتمبر 2014، سياتل في الولايات المتحدة)؛ مؤلِّفة، كاتِبة مسرحية وروائية أمريكية.

## الجوائز
- الجوائز الأميركية للكتاب

## روابط خارجية
- جي. كاليفورنيا كوبر على موقع IMDb (الإنجليزية)
- جي. كاليفورنيا كوبر على موقع قاعدة بيانات الفيلم (الإنجليزية)